# Dragutin Đorđević (general)
Dragutin Đorđević, srbski general, * Đakovica, 20.8.1920, † Beograd, 23.5.2008.

## Življenjepis
Leta 1941 je vstopil v NOVJ in naslednje leto v KPJ. Med vojno je bil poveljnik več enot (6. makedonska brigada, 1. kosovsko-metohijska brigada,...).
Po vojni je končal sovjetsko Pehotno častniško šolo in Višjo letalsko vojaško akademijo JLA; upokojen je bil leta 1969.